# A Liverpool FC és a Manchester United FC 2023. március 5-i mérkőzése
A Liverpool FC és a Manchester United FC közötti 2022–2023-as Premier League-mérkőzést az Anfielden játszották, 2023. március 5-én. A Liverpool legnagyobb különbségű győzelme volt a United ellen. Cody Gakpo, Darwin Núñez és Mohamed Szaláh mind dupláztak, míg Roberto Firmino szerezte a hetedik gólt. Az addigi legnagyobb győzelmük a másodosztályban 1895 októberében játszott mérkőzés volt, mikor 7–1-re nyertek.
Ez volt a United legnagyobb veresége 1931 óta, mikor a Wolverhampton Wanderers csapatától kaptak ki december 26-án. A Premier League 1992-es megalapítása óta a harmadik legnagyobb különbségű győzelem, a rekordot ez a két csapat tartja, a Manchester United az Ipswich Town, illetve a Southampton elleni győzelmével, míg a Liverpool a Bournemouth elleni sikerrel.

## Háttér

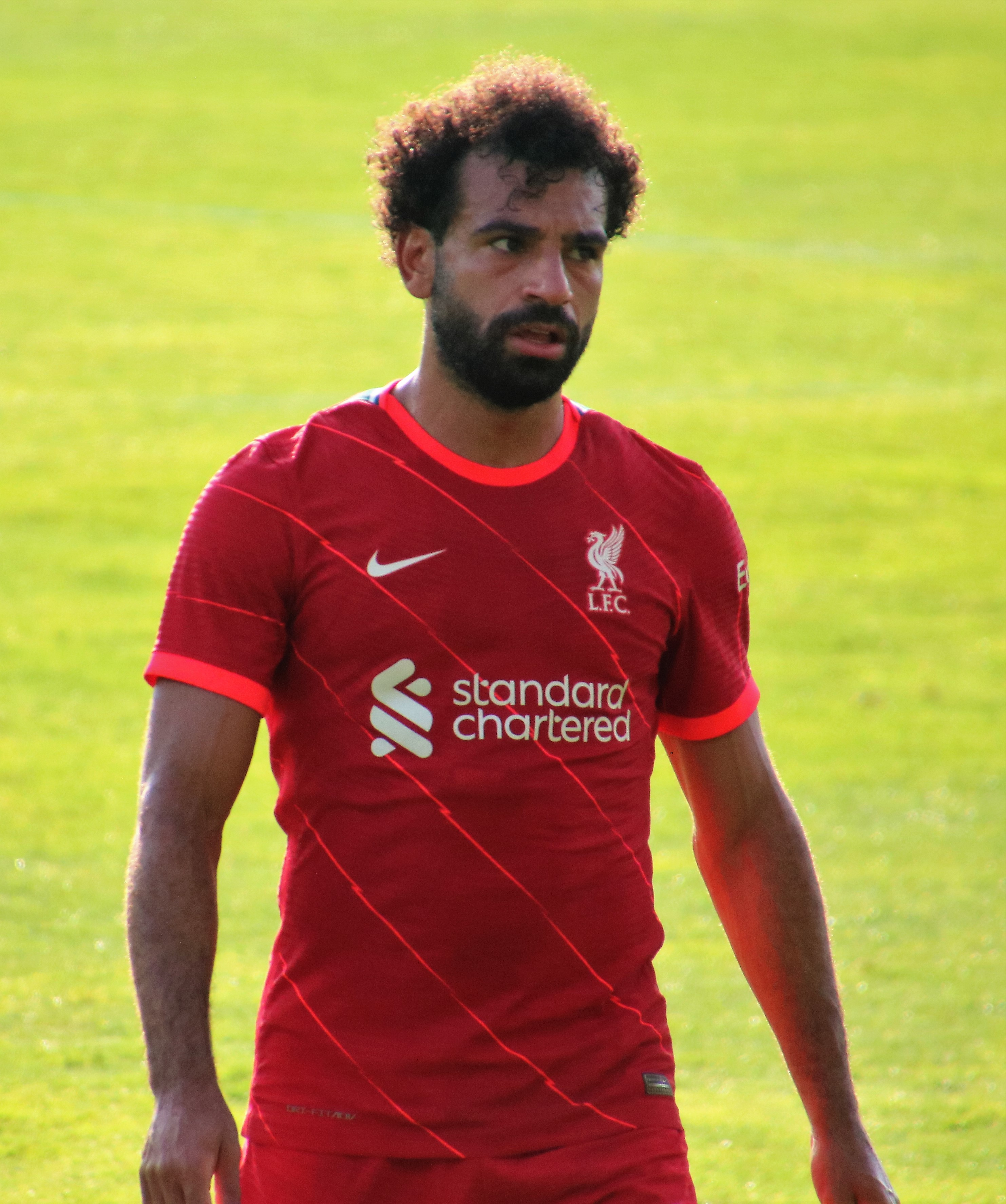
Mohamed Szaláh duplázott a találkozón és a mérkőzés legjobb játékosának választották

Mindössze egy héttel azt követően játszották a mérkőzést, hogy a Manchester United megnyerte első trófeáját 2017 óta. Erik ten Hag holland edző csapata a Premier League harmadik helyét foglalta el, 14 ponttal az Arsenal és 9 ponttal a Manchester City mögött, mindkét csapatnál kettővel kevesebb mérkőzést játszva. A Liverpool elleni találkozót megelőző huszonkét mérkőzésből mindössze egyet veszített el a csapat.
A Liverpool ezzel ellentétben nagyon gyengén kezdte a szezont, a mérkőzés előtt hatodik helyen voltak, 10 ponttal a manchesteri csapat mögött. 2023 első négy bajnoki mérkőzéséből a Liverpool hármat elvesztett, kétszer is 3–0-ra kaptak ki a Brighton, illetve a 17. Wolverhampton Wanderers ellen. Első győzelmük az évben az Everton ellen született.
A szezon első mérkőzését a két csapat között a United nyerte meg, 2022 augusztusában, 2–1-re.

### A bajnokság állása a mérkőzés előtt
| Hely. | Csapat                | M  | Gy | D  | V | G+ | G– | Gk  | P  | Továbbjutás vagy kiesés    |
| ----- | --------------------- | -- | -- | -- | - | -- | -- | --- | -- | -------------------------- |
| 1.    | Arsenal               | 26 | 20 | 3  | 3 | 59 | 25 | +34 | 63 | Bajnokok Ligája-csoportkör |
| 2.    | Manchester City       | 26 | 18 | 4  | 4 | 66 | 25 | +41 | 58 | Bajnokok Ligája-csoportkör |
| 3.    | Manchester United (Y) | 24 | 15 | 4  | 5 | 41 | 28 | +13 | 49 | Bajnokok Ligája-csoportkör |
| 4.    | Tottenham Hotspur     | 26 | 14 | 3  | 9 | 46 | 36 | +10 | 45 | Bajnokok Ligája-csoportkör |
| 5.    | Newcastle United      | 24 | 10 | 11 | 3 | 35 | 17 | +18 | 41 | Európa-liga-csoportkör     |
| 6.    | Liverpool             | 24 | 11 | 6  | 7 | 40 | 28 | +12 | 39 |                            |

### Egymás elleni eredmények
| Kiírás           | Manchester United-győzelmek | Döntetlenek | Liverpool-győzelmek |
| ---------------- | --------------------------- | ----------- | ------------------- |
| Bajnokság        | 69                          | 50          | 61                  |
| FA-Kupa          | 10                          | 4           | 4                   |
| Ligakupa         | 2                           | 0           | 3                   |
| Európa-liga      | 0                           | 1           | 1                   |
| Angol szuperkupa | 1                           | 3           | 0                   |
| Rájátszás        | 0                           | 0           | 1                   |
| Összesen         | 82                          | 58          | 71                  |

## A mérkőzés
| 2023. március 5. 16:30 (GMT) |

| Liverpool                                              | 7–0               | Manchester United |
| ------------------------------------------------------ | ----------------- | ----------------- |
| Gakpo 43' 50' Núñez 47' 75' Szaláh 66' 83' Firmino 88' | (1–0) Jegyzőkönyv |                   |

| Anfield Stadion, Liverpool Nézőszám: 53 001 Játékvezető: Andy Madley |

| Liverpool | Manchester United |

| KA           | 1  | Alisson                |     |     |
| JV           | 66 | Trent Alexander-Arnold |     |     |
| KV           | 5  | Ibrahima Konaté        |     |     |
| KV           | 4  | Virgil van Dijk        |     |     |
| BV           | 26 | Andrew Robertson       |     |     |
| VKP          | 3  | Fabinho                | 41' | 78' |
| KP           | 14 | Jordan Henderson ()    |     | 78' |
| KP           | 19 | Harvey Elliott         |     | 85' |
| JSZ          | 11 | Mohamed Szaláh         | 83' |     |
| BSZ          | 27 | Darwin Núñez           |     | 78' |
| KCS0         | 18 | Cody Gakpo             |     | 78' |
| Cserék:      |    |                        |     |     |
| KA           | 62 | Caoimhín Kelleher      |     |     |
| V            | 21 | Kósztasz Cimíkasz      |     |     |
| V            | 32 | Joël Matip             |     |     |
| KP           | 7  | James Milner           |     | 78' |
| KP           | 17 | Curtis Jones           |     |     |
| KP           | 43 | Stefan Bajčetić        |     | 78' |
| CS           | 9  | Roberto Firmino        |     | 78' |
| CS           | 20 | Diogo Jota             |     | 78' |
| CS           | 28 | Fábio Carvalho         |     | 85' |
| Menedzser:   |    |                        |     |     |
| Jürgen Klopp |    |                        |     |     |

| KA           | 1  | David de Gea       |     |     |
| JV           | 20 | Diogo Dalot        |     |     |
| KV           | 19 | Raphaël Varane     |     |     |
| KV           | 6  | Lisandro Martínez  | 61' | 77' |
| BV           | 23 | Luke Shaw          |     |     |
| KP           | 18 | Casemiro           |     | 77' |
| KP           | 17 | Fred               |     | 58' |
| JKP          | 21 | Antony             | 53' |     |
| TKP          | 27 | Wout Weghorst      |     | 58' |
| BKP          | 8  | Bruno Fernandes () |     |     |
| KCS          | 10 | Marcus Rashford    |     | 85' |
| Cserék:      |    |                    |     |     |
| KA           | 22 | Tom Heaton         |     |     |
| V            | 5  | Harry Maguire      |     |     |
| V            | 12 | Tyrell Malacia     |     | 77' |
| V            | 29 | Aaron Wan-Bissaka  |     |     |
| KP           | 15 | Marcel Sabitzer    |     | 77' |
| KP           | 39 | Scott McTominay    | 64' | 58' |
| CS           | 25 | Jadon Sancho       |     |     |
| CS           | 36 | Anthony Elanga     |     | 85' |
| CS           | 49 | Alejandro Garnacho |     | 58' |
| Menedzser:   |    |                    |     |     |
| Erik ten Hag |    |                    |     |     |

| A mérkőzés játékosa: Mohamed Szaláh (Liverpool) Asszisztensek: Adam Nunn Harry Leonard Negyedik játékvezető: Chris Kavanagh Videobírók: David Coote Timothy Wood |

## Statisztika
| Statisztika          | Liverpool | Manchester United |
| -------------------- | --------- | ----------------- |
| Gólok                | 7         | 0                 |
| Lövések              | 18        | 8                 |
| Kapura tartó lövések | 8         | 4                 |
| Labdaérintések       | 669       | 504               |
| Passzok              | 468       | 314               |
| Szerelések           | 17        | 15                |
| Felszabadítások      | 11        | 25                |
| Labdabirtoklás       | 59,6%     | 40,4%             |
| Szögletek            | 4         | 3                 |
| Szabálytalanságok    | 13        | 14                |
| Lesek                | 0         | 4                 |
| Sárga lapok          | 2         | 3                 |
| Piros lpaok          | 0         | 0                 |